# Флаг Староурмарского сельского поселения
Флаг Староурма́рского сельского поселения — официальный символ муниципального образования Староурмарское сельское поселение Урмарского района Чувашской Республики Российской Федерации.
Флаг утверждён 8 июля 2009 года и внесён в Государственный геральдический регистр Российской Федерации с присвоением регистрационного номера 5609.

## Описание
«Прямоугольное полотнище с отношением ширины к длине 2:3, воспроизводящее композицию герба Староурмарского сельского поселения в зелёных, жёлтых, белых и чёрных цветах».
Геральдическое описание герба гласит: «В зелёном поле золотой петух вправо, стоящий на одной лапе и держащий другой лапой перед собой серебряный Меркурьев жезл (вместо змей обвитый ветвями с листьями и шишками хмеля) в столб; крыло петуха обременено чёрным шаром, на котором — золотая чувашская тамга „Чах-ури“ („куриная лапа“)».

## Обоснование символики
Флаг составлен на основании герба Староурмарского сельского поселения, по правилам и соответствующим традициям вексиллологии, и отражает исторические, культурные, социально-экономические, национальные и иные местные традиции.
На территории поселения расположена племенная птицефабрика «Урмарская», известная не только в Чувашии, но и далеко за её пределами.
В 1897 году саксонский подданный Феликс Зейфрид Луизович — владелец яичной фирмы, заинтересовал население выращивать птицу и сдавать яйца и мясо гусей представителям фирмы для отправки в Англию, Францию, Германию. Построил в Урмарах яичный склад и мощный холодильник. Затем в 1905 году организатором дела, давшим толчок в развитии птицеводства в деревне Старые Урмары стал австрийский подданный Франц Баум Иосифович, сумевший привлечь к этому делу Старо-Урмарское общество, наиболее предприимчивые жители которого работали у него, при этом реализовывали пухо-перьевое сырье, мясо птицы и яйца через город Казань в Германию и Австрию.
И сегодня экономика поселения базируется на птицефабрике, которая продолжает активно развиваться.
Поэтому главной фигурой флага является золотой петух, правой лапой держащий серебряный кадуцей (жезл Меркурия), обвитый стеблями хмеля с такими же листьями, что отражает территориальную принадлежность к Чувашской Республике, государственный герб которой включает в себя хмель. Кадуцей с давних времён до настоящего времени служит эмблемой торговли и мирного разрешения споров.
К петуху издавна было особое отношение. По его пению могли отмерять время. Считалось, что ночью по земле бродят злые духи, но как только запоёт петух, они тут же исчезают. Одной из чувашских примет, предсказывающей урожай, была связана с петухом: «Постоянно поют петухи — к урожаю» («Яланах автан аватсассан, тыра пулать»).
На крыле петуха изображён чувашский родовой знак-тамга, применявшийся в качестве графического знака собственности, чах-ури — «куриная лапа», символизируя историю и культурные традиции народа.